# Encierros y capeas de Ayora
Los encierros y capeas es un festejo popular que se celebra en la localidad de Ayora (provincia de Valencia) del 8 al 15 de agosto en honor a la Virgen de la Asunción.

## Origen de las fiestas
Desde sus comienzos Ayora tiene un dicho, popularmente conocido por todos los vecinos, El primero hace día el segundo Santa María, el tercero San Blas y al cuarto toros, lo cual indicaba los 4 días de febrero que se soltaban vacas.
La tradición taurina en el municipio de Ayora se remonta a principios del siglo XIX, en sus comienzos se celebraba en febrero hasta que posteriormente en la década de los 70 se cambió la fecha a agosto, como se viene celebrando habitualmente.
Desde el año 2000 se comenzó a celebrar un toro embolado en la lonja, posterior a la suelta de vaquillas, como venia siendo habitual en los pueblos de alrededor pero no en este hasta dicho año.
En 2010 se produjo una modificación que desató la polémica entre los vecinos del municipio ya que se sustituyeron los tablados de maneras tradicionales que se montaban en la plaza mayor, lugar donde se alberga los festejos taurinos, por unos tablados de hierro para mejorar la seguridad y adaptarse a la norma vigente.

## Descripción del festejo
El 31 de julio se procede a realizar la subasta de tablados y desde entonces se comienza el montaje de la plaza de toros la cual es montada por los vecinos de la localidad y los integrantes que componen las peñas.
Los festejos taurinos actualmente duran nueve días, los cuales se dividen en dos, los días de toros que son cuatro y entre cada día de toros un día de descanso en el cual se celebran las verbenas, comenzando normalmente el primer fin de semana de agosto aproximadamente hasta el 15 de agosto.
Las fiestas dan comienzo con el tradicional Encierro de Torico, con el cual se realiza un encierros de reses y posteriormente en la plaza de toros montada para la ocasión se suelta un toro embolado.
Entre sus actividades se incluyen la suelta de vacas y toros tanto en la calle como en la plaza portátil montada en la plaza mayor.